# Ronde van de Provence 2021
De 6e editie van de wielerwedstrijd Ronde van de Provence werd verreden van 11 tot en met 14 februari 2021 met start in Aubagne en finish in Salon-de-Provence. De ronde maakte deel uit van de UCI ProSeries 2021-kalender. De wedstrijd werd in 2020 gewonnen door de Colombiaan Nairo Quintana en werd op de erelijst opgevolgd door zijn landgenoot Iván Sosa.

## Deelname
Er gingen veertien UCI World Tour-ploegen, vier UCI ProTeams en twee continentale teams van start. Iedere ploeg startte met zeven renners wat het totaal op 140 deelnemers bracht.
| WorldTour          | WorldTour             | ProTeam              | Continentaal                    |
| ------------------ | --------------------- | -------------------- | ------------------------------- |
| AG2R-Citroën       | Astana-Premier Tech   | Arkéa Samsic         | Saint Michel-Auber 93           |
| Bahrain-Victorious | BORA-hansgrohe        | B&B Hotels p/b KTM   | Xelliss-Roubaix Lille Métropole |
| Cofidis            | Deceuninck–Quick-Step | DELKO                |                                 |
| Groupama-FDJ       | INEOS Grenadiers      | Total Direct Energie |                                 |
| Lotto Soudal       | Movistar Team         |                      |                                 |
| Team DSM           | Team Qhubeka-ASSOS    |                      |                                 |
| Trek-Segafredo     | UAE Team Emirates     |                      |                                 |

## Etappe-overzicht
| Etappe    | Datum       | Start   | Finish                       | Type       | Afstand  | Winnaar          | Klassementsleider |
| --------- | ----------- | ------- | ---------------------------- | ---------- | -------- | ---------------- | ----------------- |
| 1e etappe | 11 februari | Aubagne | Six-Fours-les-Plages         | Bergrit    | 179,3 km | Davide Ballerini | Davide Ballerini  |
| 2e etappe | 12 februari | Cassis  | Manosque                     | Heuvelrit  | 170,6 km | Davide Ballerini | Davide Ballerini  |
| 3e etappe | 13 februari | Istres  | Mont Ventoux, Chalet Reynard | Bergrit    | 153,9 km | Iván Sosa        | Iván Sosa         |
| 4e etappe | 14 februari | Avignon | Salon-de-Provence            | Vlakke rit | 163,2 km | Phil Bauhaus     | Iván Sosa         |

## Klassementenverloop
| Etappe       | Winnaar          | Algemeen klassement · | Puntenklassement · | Bergklassement · | Jongerenklassement · | Ploegenklassement · |
| ------------ | ---------------- | --------------------- | ------------------ | ---------------- | -------------------- | ------------------- |
| 1            | Davide Ballerini | Davide Ballerini      | Davide Ballerini   | Lilian Calmejane | Matthew Walls        | BORA-hansgrohe      |
| 2            | Davide Ballerini | Davide Ballerini      | Davide Ballerini   | Lilian Calmejane | Ide Schelling        | BORA-hansgrohe      |
| 3            | Iván Sosa        | Iván Sosa             | Davide Ballerini   | Filippo Conca    | Iván Sosa            | INEOS Grenadiers    |
| 4            | Phil Bauhaus     | Iván Sosa             | Davide Ballerini   | Filippo Conca    | Iván Sosa            | INEOS Grenadiers    |
| 0Eindstanden | 0Eindstanden     | Iván Sosa             | Davide Ballerini   | Filippo Conca    | Iván Sosa            | INEOS Grenadiers    |

## Eindklassementen
| Plaats | Naam               | Ploeg                 | Tijd      |
| ------ | ------------------ | --------------------- | --------- |
| 1      | Iván Sosa          | INEOS Grenadiers      | 17u00'17" |
| 2      | Julian Alaphilippe | Deceuninck–Quick-Step | + 18"     |
| 3      | Egan Bernal        | INEOS Grenadiers      | + 19"     |
| 4      | Wout Poels         | Bahrain-Victorious    | + 39"     |
| 5      | Patrick Konrad     | BORA-hansgrohe        | + 57"     |
| 6      | Bauke Mollema      | Trek-Segafredo        | z.t.      |
| 7      | Jack Haig          | Bahrain-Victorious    | + 58"     |
| 8      | Mauri Vansevenant  | Deceuninck–Quick-Step | z.t.      |
| 9      | Jesús Herrada      | Cofidis               | z.t.      |
| 10     | Aleksandr Vlasov   | Astana-Premier Tech   | z.t.      |

| Plaats    | Naam             | Ploeg                 | Punten |
| --------- | ---------------- | --------------------- | ------ |
| Rode trui | Davide Ballerini | Deceuninck–Quick-Step | 42     |
| 2         | Phil Bauhaus     | Bahrain-Victorious    | 20     |
| 3         | Nacer Bouhanni   | Arkéa Samsic          | 20     |
|           |                  |                       |        |
| 16        | Dylan Teuns      | Bahrain-Victorious    | 9      |
| 20        | Ide Schelling    | BORA-hansgrohe        | 7      |

| Plaats                | Naam               | Ploeg                 | Punten |
| --------------------- | ------------------ | --------------------- | ------ |
| Bolletjestrui (blauw) | Filippo Conca      | Lotto Soudal          | 15     |
| 2                     | Andreas Leknessund | Team DSM              | 15     |
| 3                     | Jérôme Cousin      | Total Direct Energie  | 9      |
|                       |                    |                       |        |
| 9                     | Mauri Vansevenant  | Deceuninck–Quick-Step | 5      |
| 21                    | Wout Poels         | Bahrain-Victorious    | 1      |

| Plaats      | Naam              | Ploeg                 | Tijd      |
| ----------- | ----------------- | --------------------- | --------- |
| Groene trui | Iván Sosa         | INEOS Grenadiers      | 17u00'17" |
| 2           | Egan Bernal       | INEOS Grenadiers      | + 19"     |
| 3           | Mauri Vansevenant | Deceuninck–Quick-Step | + 58"     |
|             |                   |                       |           |
| 8           | Ide Schelling     | BORA-hansgrohe        | + 3'52"   |

| Plaats | Ploeg              | Tijd      |
| ------ | ------------------ | --------- |
| 1      | INEOS Grenadiers   | 51u03'44" |
| 2      | Bahrain-Victorious | + 44"     |
| 3      | AG2R-Citroën       | + 3'29"   |

2016 · 2017 · 2018 · 2019 · 2020 · 2021· 2022 · 2023 · 2024 · 2025